# Polyphylla naxiana
Polyphylla naxiana är en skalbaggsart som beskrevs av Edmund Reitter 1902. Polyphylla naxiana ingår i släktet Polyphylla och familjen Melolonthidae. Inga underarter finns listade i Catalogue of Life.